# Ola Månsson i Jämshög
Ola Månsson, född 29 augusti 1821 i Jämshögs församling, Blekinge län, död där 5 juli 1895, var en svensk lantbrukare och riksdagsman.
Månsson var lantbrukare i Jämshög och var i riksdagen ledamot av andra kammaren.